# Gaëtan Laborde
Gaëtan Laborde, född 3 maj 1994, är en fransk fotbollsspelare som spelar för Nice.

## Karriär
Den 16 augusti 2018 värvades Laborde av Montpellier, där han skrev på ett fyraårskontrakt. Den 31 augusti 2021 värvades Laborde av Rennes, där han skrev på ett fyraårskontrakt.
Den 1 september 2022 värvades Laborde av Nice, där han skrev på ett fyraårskontrakt.